# Tilloclytus minutus
Tilloclytus minutus är en skalbaggsart som beskrevs av Fisher 1932. Tilloclytus minutus ingår i släktet Tilloclytus och familjen långhorningar. Inga underarter finns listade i Catalogue of Life.